# Хадид, Заха
Дама Заха́ Мохаммад Хади́д (араб. زها حديد‎, англ. Zaha Mohammad Hadid; 31 октября 1950, Багдад, Ирак — 31 марта 2016, Майами, США) — ирако-британский архитектор и дизайнер арабского происхождения, представительница деконструктивизма. В 2004 году стала первой в истории женщиной, награждённой Притцкеровской премией. Дама-командор ордена Британской империи (2012), иностранный член Американского философского общества (2013).
По образному определению газеты The Guardian, Заха Хадид — «королева кривой», которая «освободила архитектурную геометрию, придав ей совершенно новую выразительную идентичность». Её основные работы включают в себя Центр водных видов спорта для Олимпийских игр в Лондоне, Большой художественный музей Мичиганского университета в США, Центр Гейдара Алиева в Баку и Оперный театр в Гуанчжоу в Китае. Некоторые её проекты были представлены посмертно, в том числе и статуэтка BRIT Awards 2017.

## Биография
Заха Хадид родилась в 1950 году в Багдаде (Ирак) в среднезажиточной семье. Её отец Мухаммад аль-Хадж Хусейн Хадид придерживался леволиберальных взглядов и был соучредителем Национально-демократической партии социалистического толка. Её мать Ваджиха аль-Сабунджи была художницей, родом из Мосула.
Сперва Заха изучала математику в Американском университете в Бейруте. С 1972 по 1977 год училась в Архитектурной ассоциации в Лондоне. Начав карьеру в бюро ОМА своего учителя, видного голландского архитектора и теоретика деконструктивизма Рема Колхаса, в 1979 году Заха Хадид основывает собственную архитектурную фирму Zaha Hadid Architects.
Почти с подросткового возраста Заха Хадид постоянно фантазирует и работает над множеством проектов: как по заказу, так и по личной инициативе. В разные годы она предлагает варианты постройки обитаемого моста над Темзой (1976), перевёрнутого небоскрёба для английского города Лестера (1994) и клуба на вершине горы в Гонконге (1983). Проектирует здания оперы в Кардиффе (1994 — проект остался нереализованным), Центров современного искусства в Огайо (1998) и Риме (1999). Эти и другие проекты приносят ей победу в престижных архитектурных конкурсах (первый был выигран в 1983 в Гонконге), интерес, а затем и популярность среди профессионалов, но остаются на бумаге — во многом из-за неготовности заказчиков принять её нестандартный и оригинальный дизайн.
Постепенно к Захе Хадид приходит признание. Одной из первых осуществлённых разработок становится пожарная часть мебельной компании Vitra, напоминающая бомбардировщик «стелс» (1993).
Заха Хадид скончалась 31 марта 2016 года (в возрасте 65 лет) от сердечного приступа в Майами, где проходила лечение от бронхита.

## Творчество

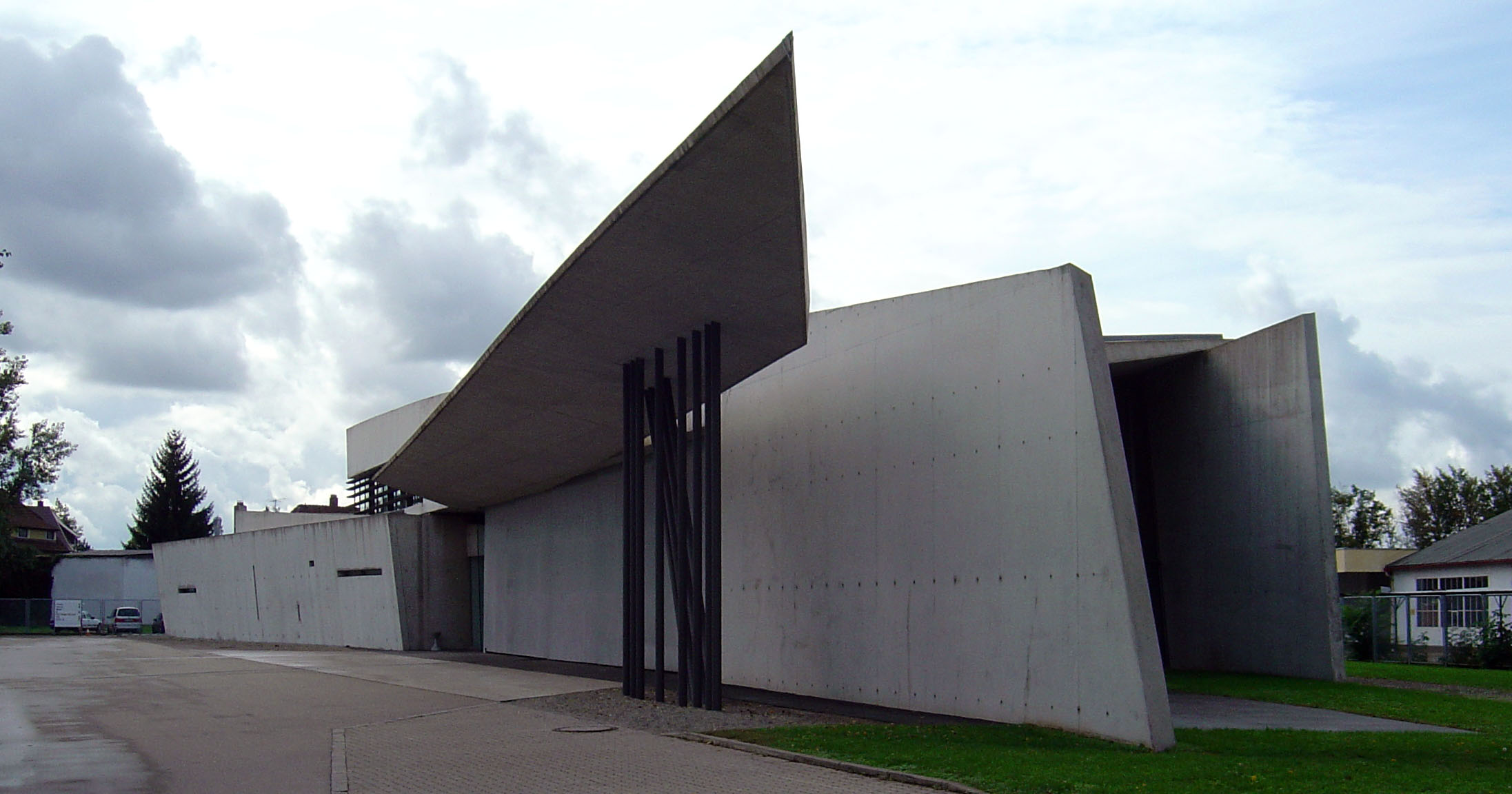
Пожарная часть «Витра» (1994).

По словам самой Хадид, всплеск интереса к её творчеству начался после того, как в 1997 году было построено здание музея Гуггенхайма в Бильбао по проекту Фрэнка Гери. После участия в строительстве Центра современного искусства Розенталя в Цинциннати, США, открывшегося в 2003 году, её идеи становятся по-настоящему востребованными.
Как архитектор Хадид всегда пыталась разрушить общепринятые каноны и «растянуть» рамки привычного пространства, придав ему мощный динамический импульс. С этой же целью — усиления внутреннего движения и деформации — Заха Хадид использует искажённую перспективу, выявляющую острые углы и кривые линии. В своих интервью она неоднократно говорила о том, что её творческий метод сложился под влиянием русского конструктивизма.
Кроме чисто архитектурной работы с крупными формами, Заха Хадид охотно экспериментировала в жанре инсталляции, а также создавала театральные декорации, выставочные и сценические пространства, интерьеры, обувь, картины и рисунки. Она оттачивала новые формы в условиях полной композиционной свободы или, напротив, в условиях жёстких задач. Её малые работы есть во многих музейных коллекциях, таких как MoMA, Немецкий музей архитектуры во Франкфурте-на-Майне (DAM) и др. Также она читала лекции и устраивала мастер-классы по всему миру, каждый раз собирая полные аудитории.
Заха — автор нескольких экспериментальных коллекций мебели. Её наиболее известные работы в области мебельного дизайна — светильник «Chandelier Vortexx» и кресло «Cristal», выполненные для Sawaya & Moroni.
В 2005 году её выбрали дизайнером года в рамках первой выставки дизайна Design Miami.
В мемориальных публикациях наиболее заметными работами Хадид названы: Центр Гейдара Алиева в Баку, открытый в 2012 году, за создание которого она получила премию «Дизайн года» Британского Музея Дизайна; Центр водных видов спорта в Лондоне, открытый в 2011 году; Мост шейха Зайеда в Абу-Даби, открытый в 2010 году; офисное здание «Dominion Tower» в Москве (2015), состоящее из семи этажей и выступающих консолей, общая площадь помещений которого достигает 22 тыс. м².

## Заха Хадид и деконструкция
Заху Хадид считают одним из главных представителей деконструктивизма в архитектуре. Она была одним из участников выставки «Архитектура деконструкции» (Deconstructivist Architecture) в Музее современного искусства в Нью-Йорке в 2008 году, которая дала начало архитектурному деконструктивизму как явлению. Также работы Захи Хадид способствовали признанию деконструктивизма массовым феноменом, связанным не только с философией или архитектурой, но и с модой.

## Заха Хадид в России

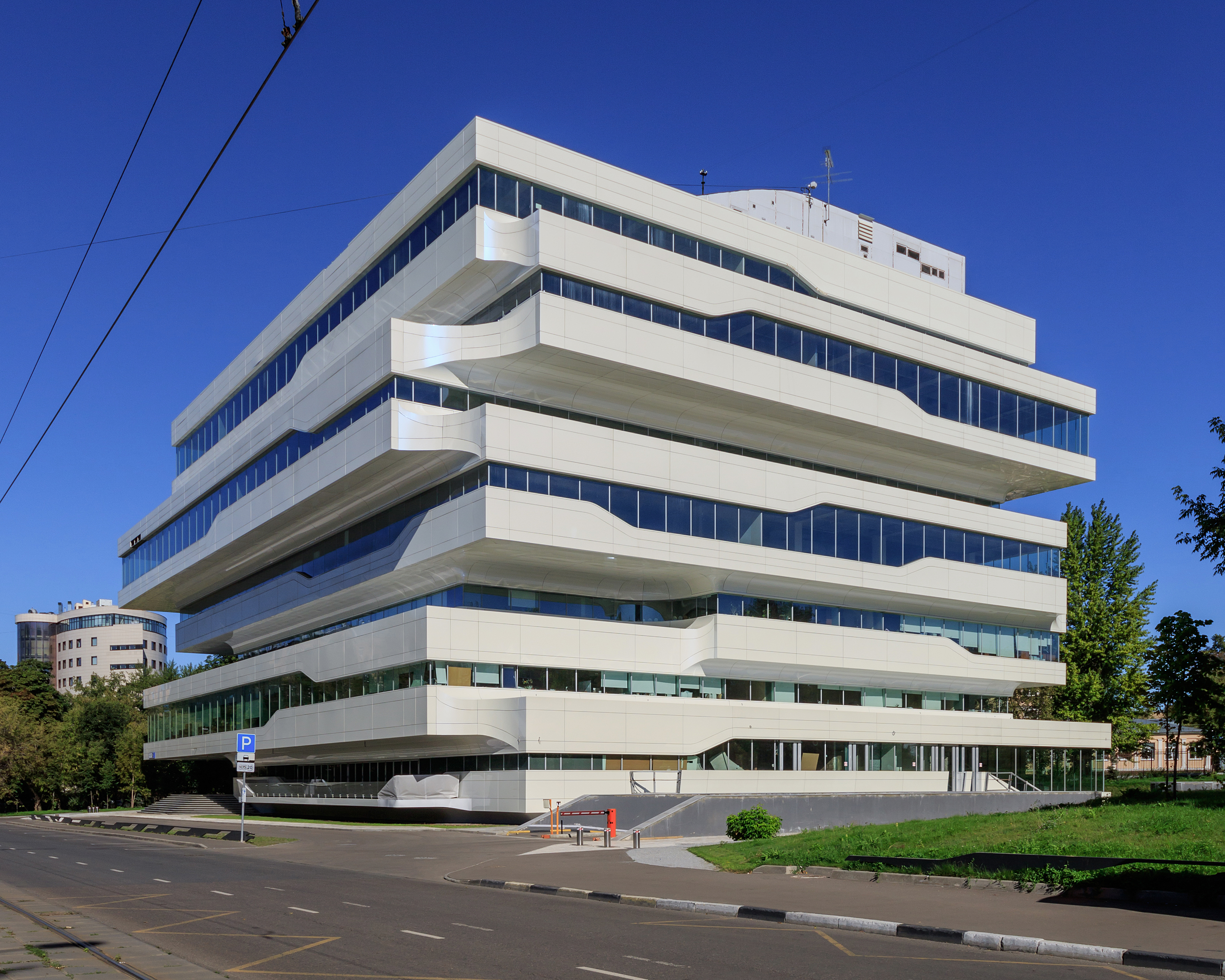
Бизнес-центр Dominion Tower в Москве

Заха неоднократно бывала в России. 31 мая 2004 года в здании Эрмитажного театра (Санкт-Петербург) состоялась церемония вручения Захе Хадид Прицкеровской премии. К этому событию был приурочен Google Doodle в 2017 году. Также в 2004 году Хадид выступила с программной лекцией в московском Центральном доме архитектора (ЦДА). Годом позже (в 2005) в рамках выставки АРХ-Москва Заха Хадид провела мастер-класс.
В том же 2005 году компания «Капитал Груп» заявила о своём сотрудничестве с Хадид в процессе проектирования жилого комплекса «Живописная Тауэр» на Живописной улице в Москве.
В 2012 году в Подмосковье, в районе Рублёво-Успенского шоссе, был построен футуристический особняк по проекту Захи Хадид, заказчиком которого выступил российский бизнесмен Владислав Доронин.
25 сентября 2015 года в Москве в районе Дубровки, на Шарикоподшипниковской улице, открылся бизнес-центр Dominion Tower, построенный по проекту «Zaha Hadid Architects» в неизменной архитектурной манере Захи — в авангардном стиле (основное строительство было завершено в 2014 году).
С 27 июня по 27 сентября 2015 в Эрмитаже, в рамках Проекта «Эрмитаж 20/21» состоялась первая в России ретроспективная выставка архитектора под названием «Заха Хадид в Государственном Эрмитаже».
Хадид была членом Международного попечительского комитета по созданию в Москве музея Дома Мельникова.
20 августа 2020 года стало известно, что бюро Захи Хадид стало победителем открытого конкурса на проектирование станции «Кленовый бульвар 2» (рабочее название) Большой кольцевой линии Московского метрополитена.

## Постройки

Центр Гейдара Алиева в Баку, 2012

- 2023 — Арочный мост в Чэнду, Китай
- 2019 — первый терминал международного аэропорта Пекин Дасин в виде золотой звезды
- 2018 — Capital Hill Residence[29], частный дом предпринимателя Владислава Доронина[30], Барвиха, Россия
- 2016 — Морской вокзал, Салерно, Италия
- 2015 — Бизнес-центр «Пересвет-Плаза» (Dominion Tower), Москва, Россия
- 2012 — Центр Гейдара Алиева, Баку, Азербайджан
- 2013 — Dongdaemun Design Plaza[англ.], Сеул, Южная Корея
- 2013 — Политехнический университет в Гонконге, Китай
- 2010—2014 — проект театра в Рабате, Марокко
- 2011 — Оперный театр, Гуанчжоу, Китай
- 2011 — CMA CGM Tower, Марсель, Франция
- 2011 — Центр водных видов спорта (Лондон), Англия
- 2010 — Национальный музей искусств XXI века, Рим, Италия
- 2007 — Станция Фуникулера, Австрия
- 2006 — Отель «Пуэрта Америка», Мадрид, Испания
- 2005 — Центральное здание завода BMW, Лейпциг, Германия
- 2005 — Научный центр «Phæno», Вольфсбург, Германия
- 2005 — Станции канатной дороги, Инсбрук, Австрия
- 2005 — Музей искусств Ордрупгаард: новое крыло, Копенгаген, Дания
- 2002 — Трамплин Bergisel, Инсбрук, Австрия
- 2001 — Вокзал Hoenheim-North и автостоянка, Страсбург, Франция
- 1998 — Центр современного искусства Розенталя в Цинциннати, Огайо, США
- 1994 — Пожарная часть компании-производителя дизайнерской мебели «Витра», Вайль-на-Рейне, Германия

## Другие работы

Светильник дизайна Захи Хадид для Sawaya & Moroni

- 2015 — Кольца «B.zero1 Design Legend» из белого, жёлтого и розового золота для Bulgari
- 2008 — Разработка дизайна туфель для Lacoste и бразильской компании Melissa
- 2007 — Проект идеального дома, представленный на Imm Cologne 2007 (Кёльн, Германия)
- 2000 — Диваны и стол, Z-series
- 1999—2000 — Дизайн оформления мирового турне группы Pet Shop Boys
- 1999 — Зона разума под Куполом Миллениума, Лондон, Великобритания
- 1992 — Оформление выставки «Великая утопия» в Музее Гуггенхайм, Нью-Йорк, США
- 1990 — Интерьер ресторана «Моондзун» в Саппоро, Япония
- Дизайн мебели и столового серебра для фирмы «Sawaya and Moroni»

## Проекты
- 2006 — Юрий Долгорукий, Москва, Россия
- 2006 — Библиотека Севильского Университета, Севилья, Испания
- 2006 — Спиральная башня, Барселона, Испания
- 2006 — Картал — застройка делового района в Стамбуле, Турция
- 2006 — Институт политики и международных отношений имени Иссама Фареса, Бейрут, Ливан
- 2005 — Живописная Тауэр, Москва, Россия
- 2005 — Здание Архитектурного фонда, Лондон, Великобритания
- 2005 — Мост-павильон, Сарагоса, Испания
- 2005 — Площадь Элефтерия. Реконструкция, Никосия, Республика Кипр
- 2005 — Спорткомплекс для водных видов спорта, Лондон, Великобритания
- 2004 — Клуб с концертным залом, Базель, Швейцария
- 2007—2011 — Торговый центр Тондэмун и прилегающая одноимённая территория района в Сеуле, Южная Корея
- 2009—2012 — Торгово-развлекательный комплекс Galaxy Soho, Пекин, Китай[31]
- 2009—2013 — Кампус Венского экономического университета, Вена, Австрия

## Галерея

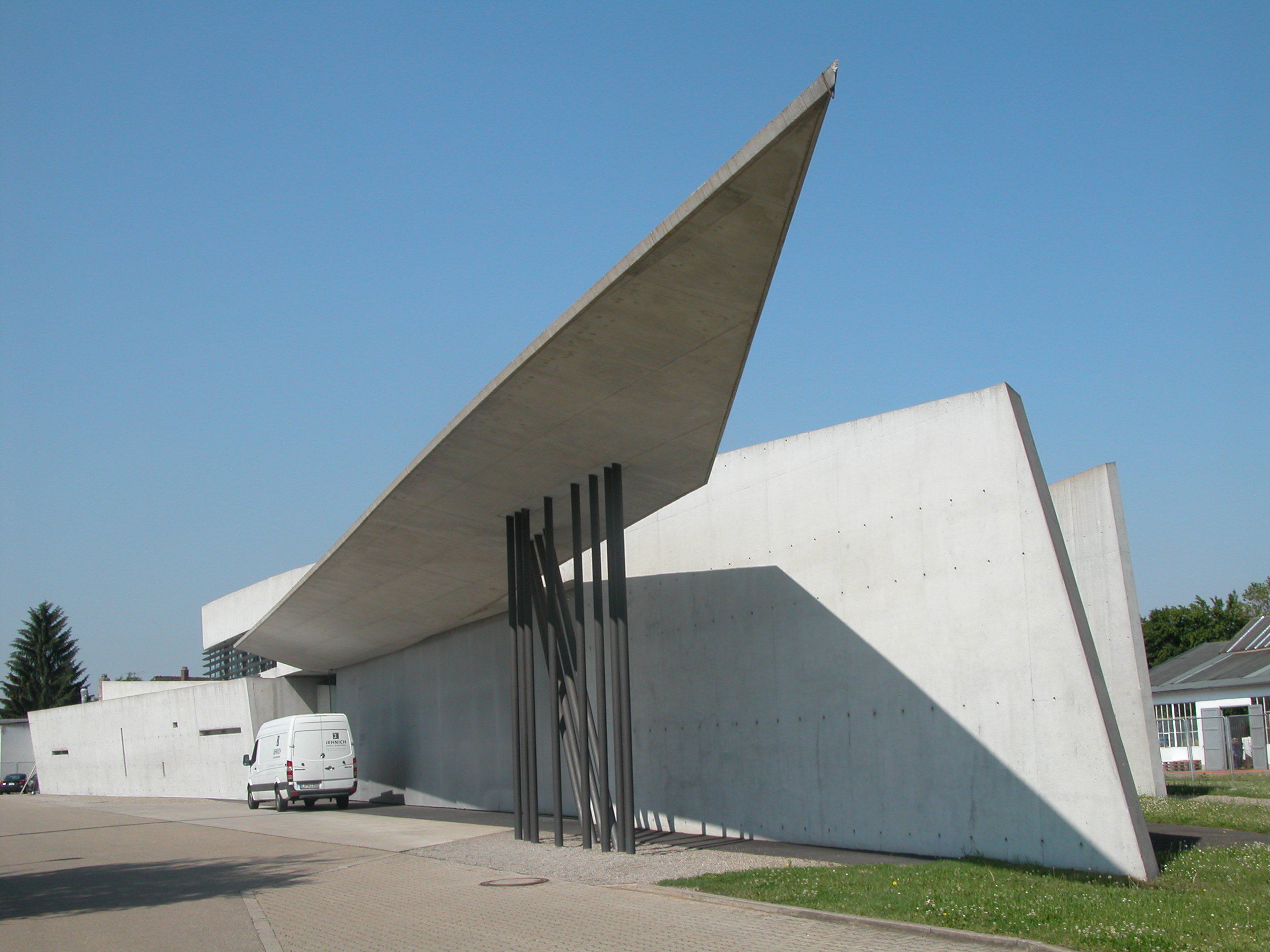
Станция Витра. 1993 г.
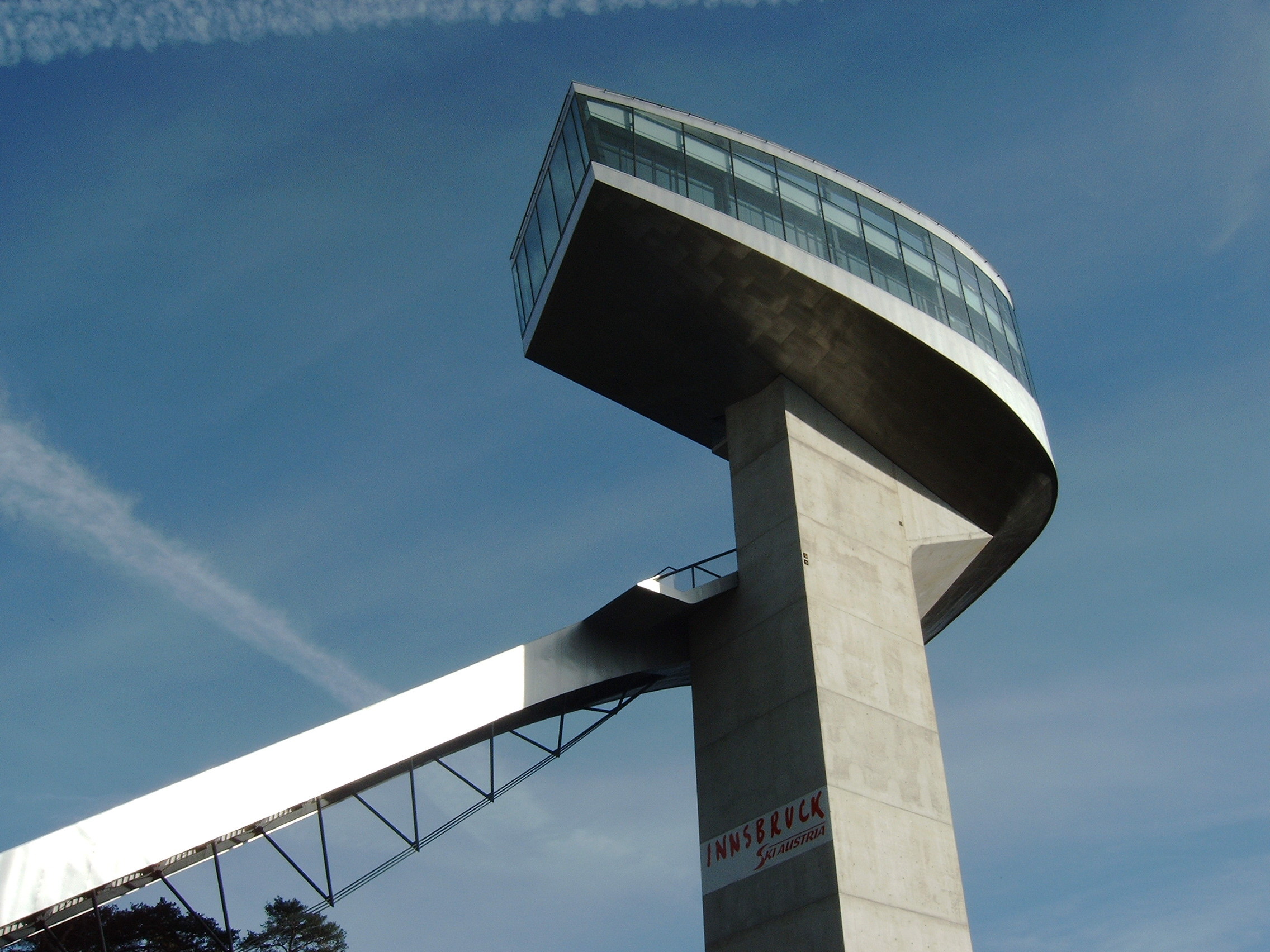
Трамплин Бергизель в Инсбруке. 2002 г.
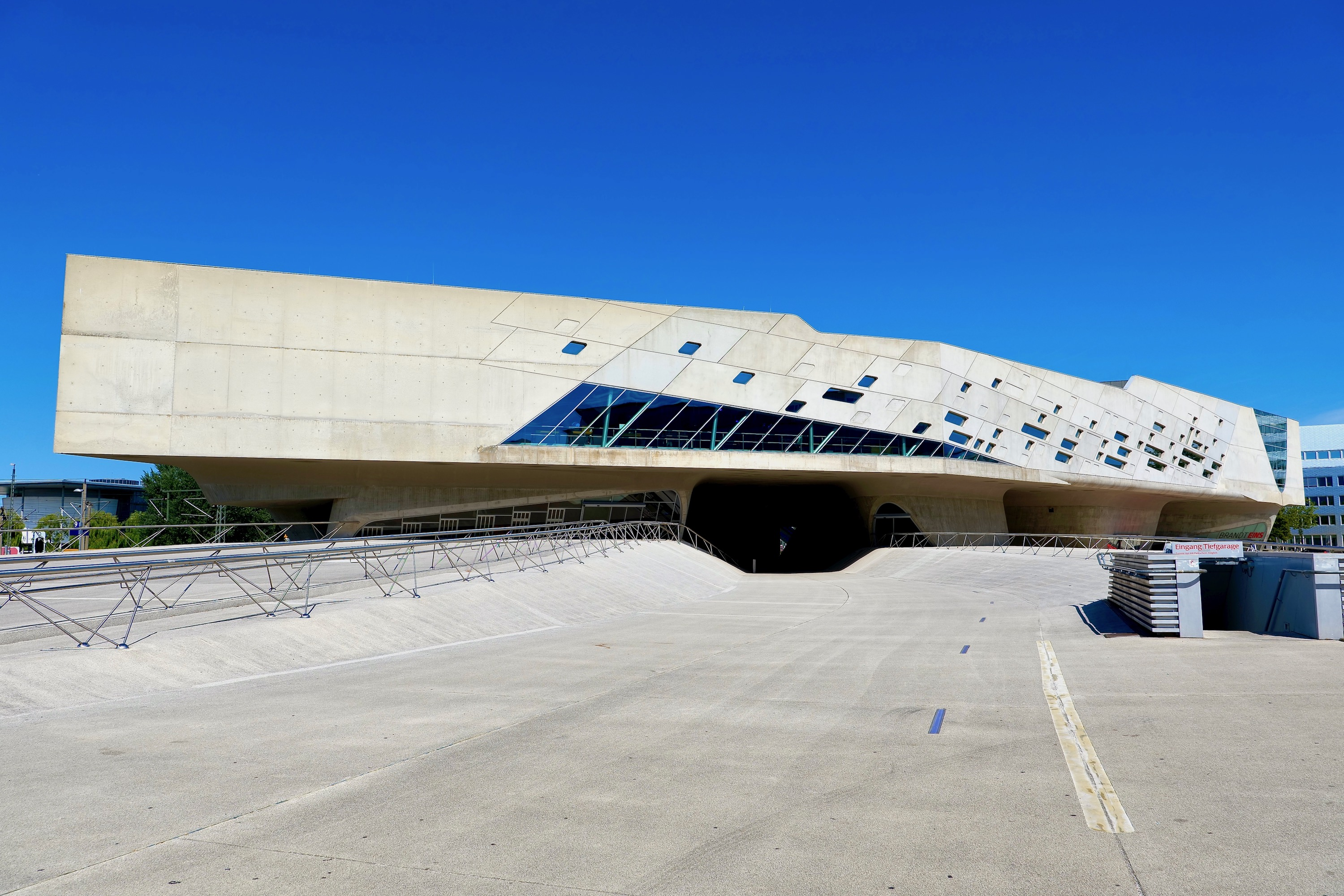
Научный центр Phæno. Вольфсбург, Германия, 2005 г.
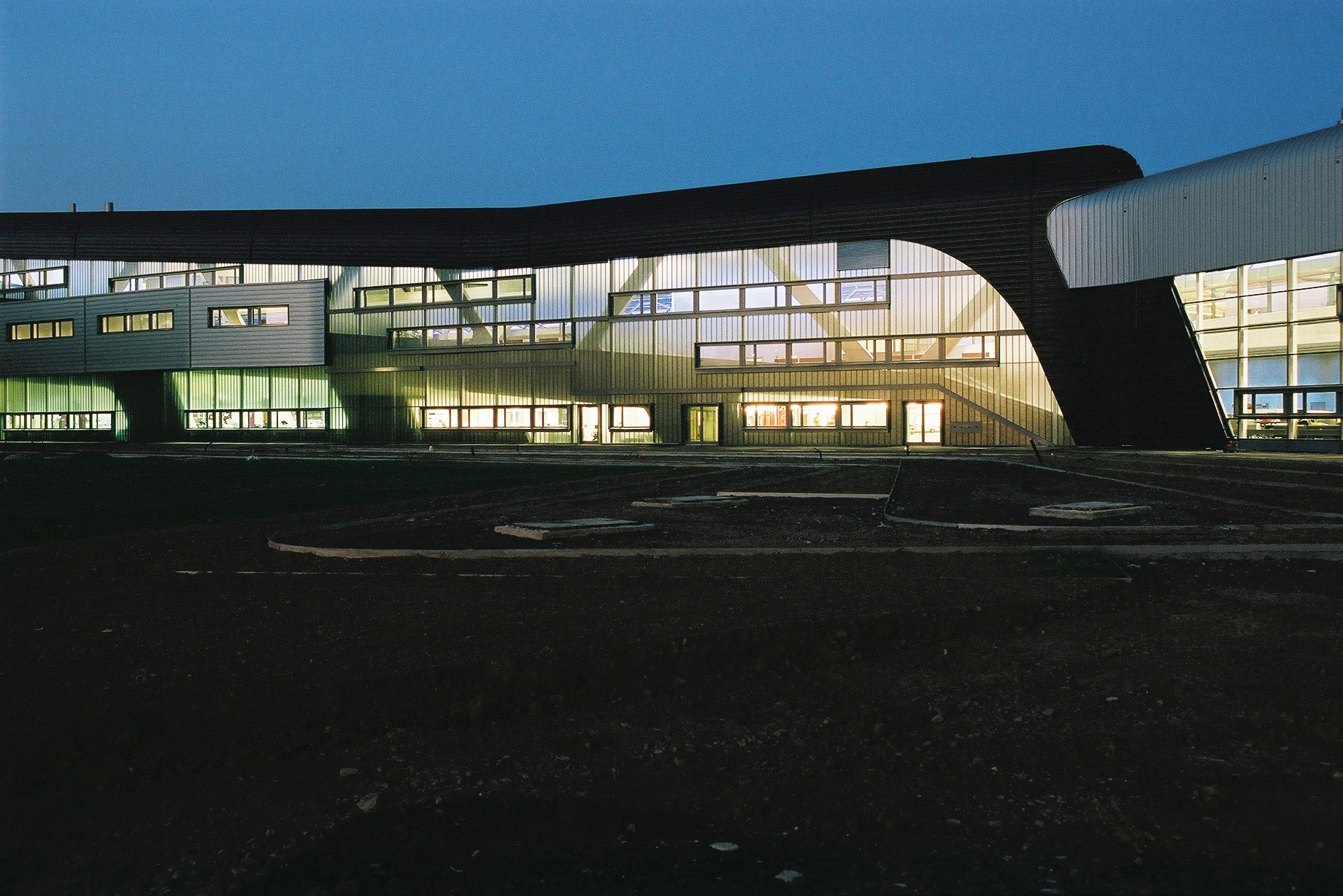
Фабрика BMW в Лейпциге. 2005 г.
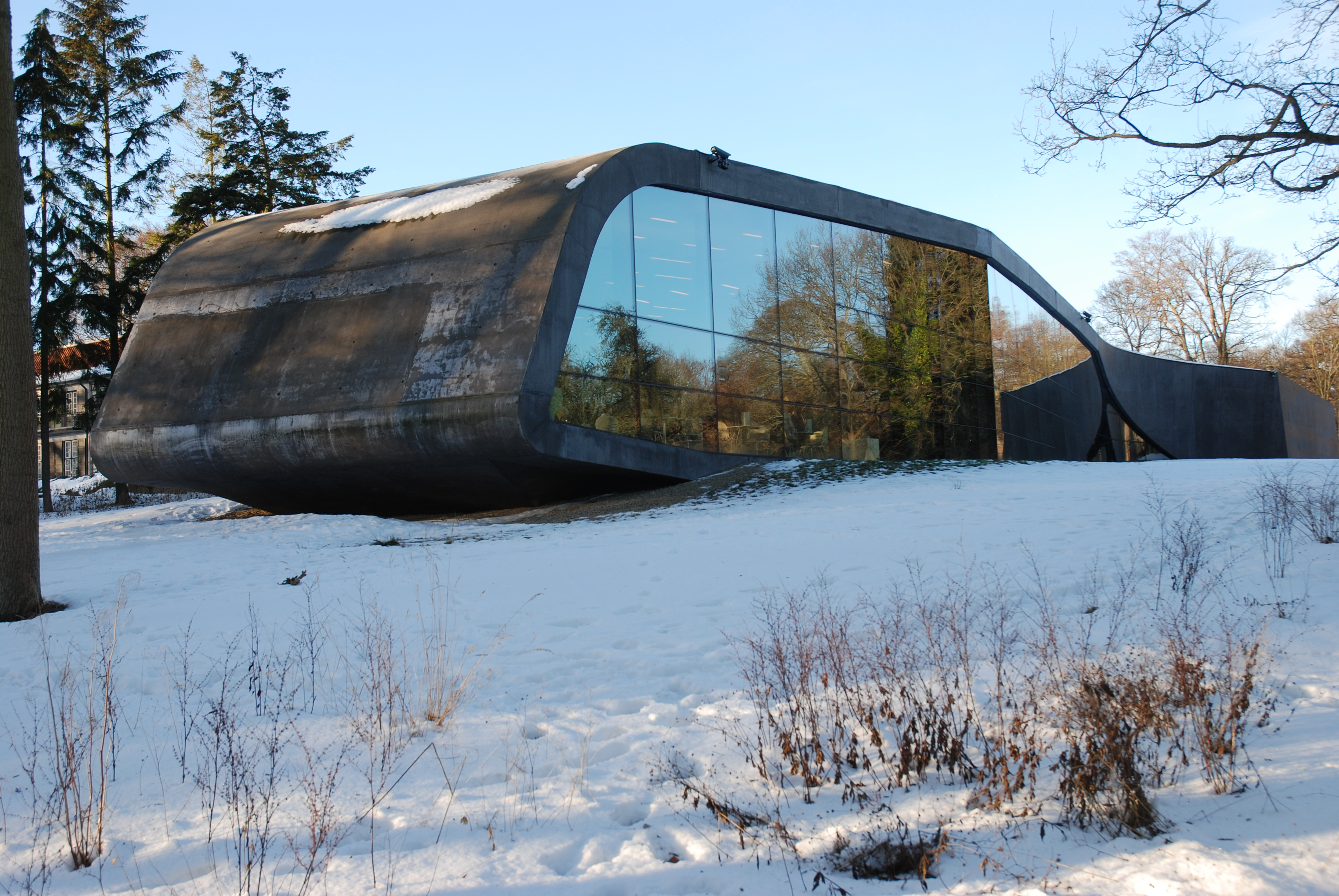
Художественный музей Ordrupgaard в Копенгагене.  2005 г.
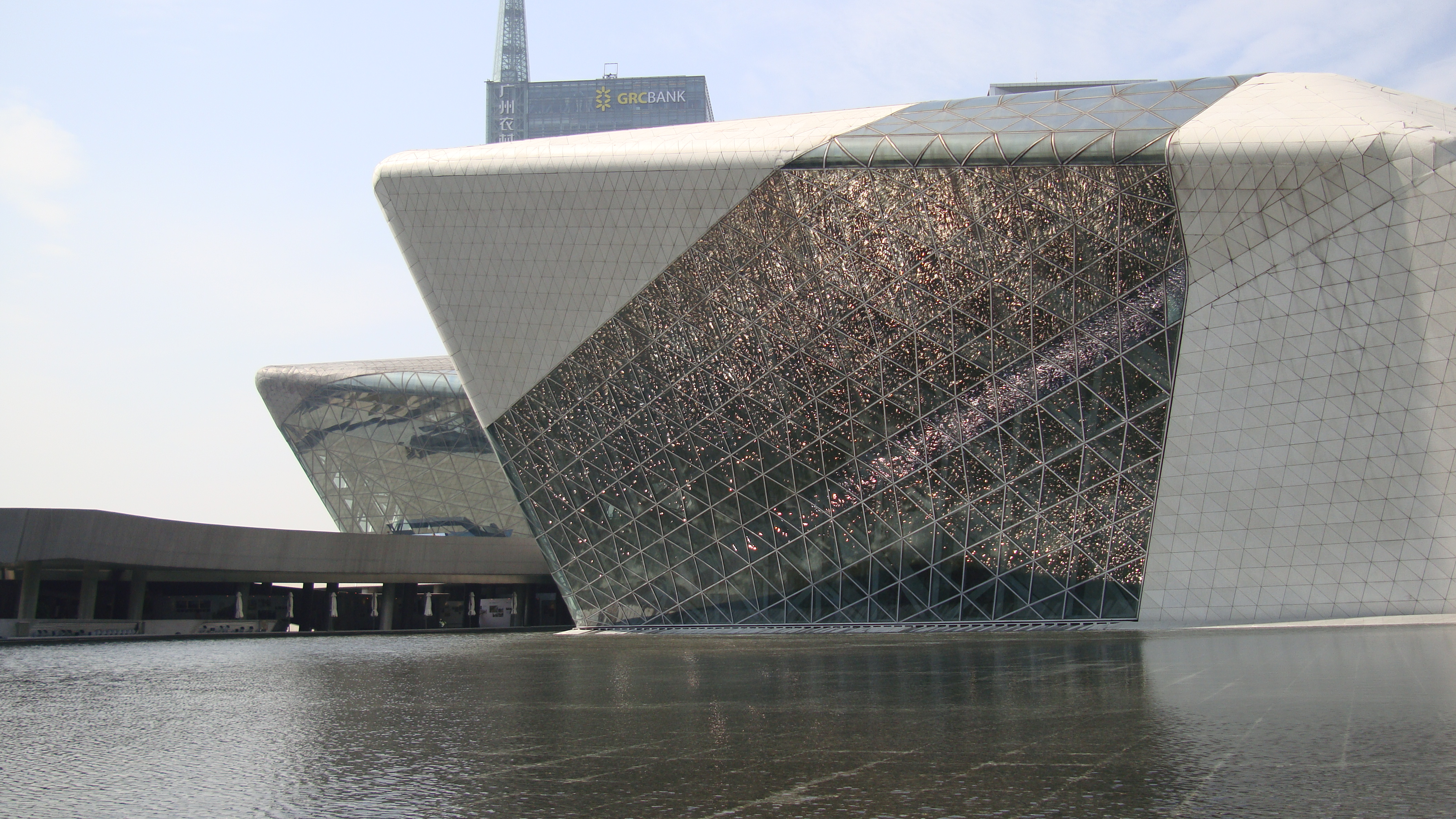
Здание оперы в Гуанчжоу. 2011 г.
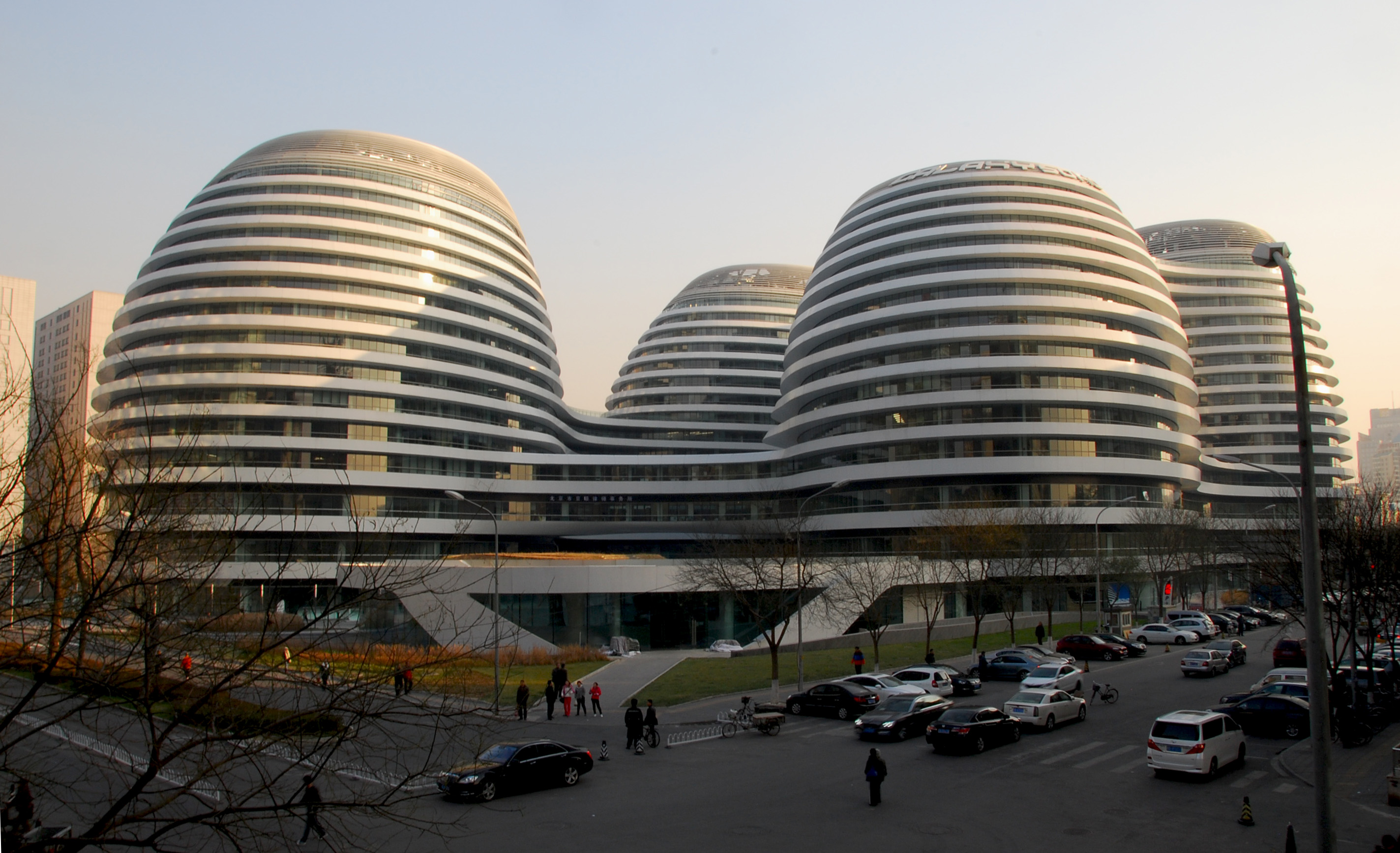
Городской комплекс Galaxy SOHO.  Пекин. 2012 г.
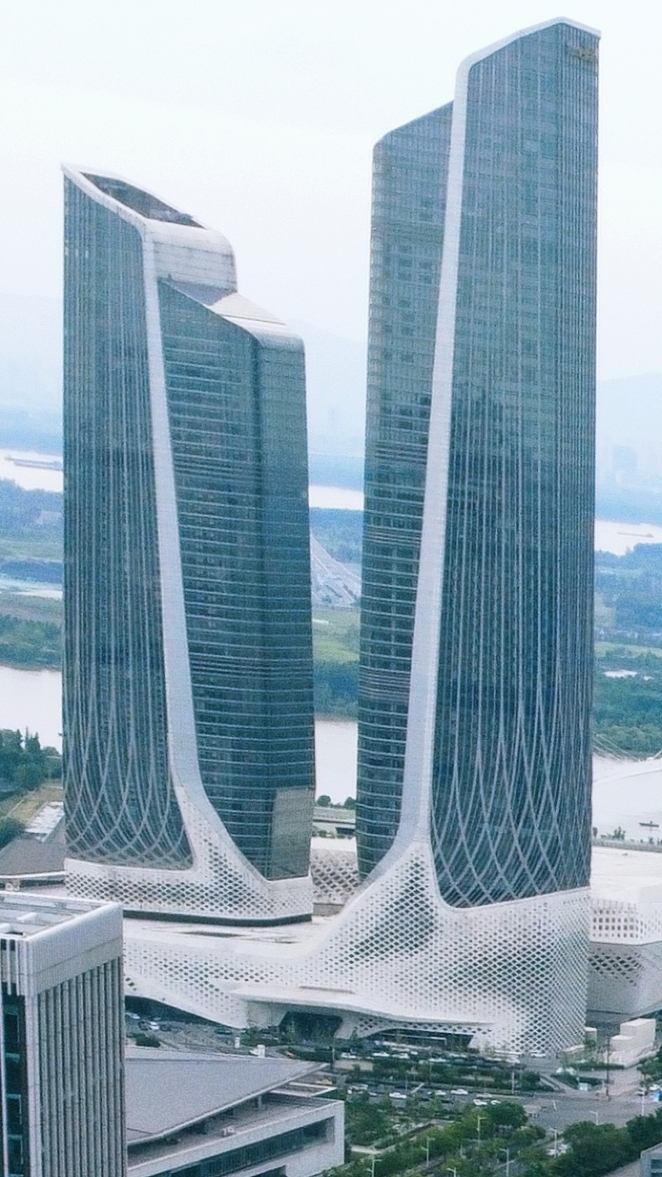
Молодёжный олимпийский центр. Нанкин. 2012 г.
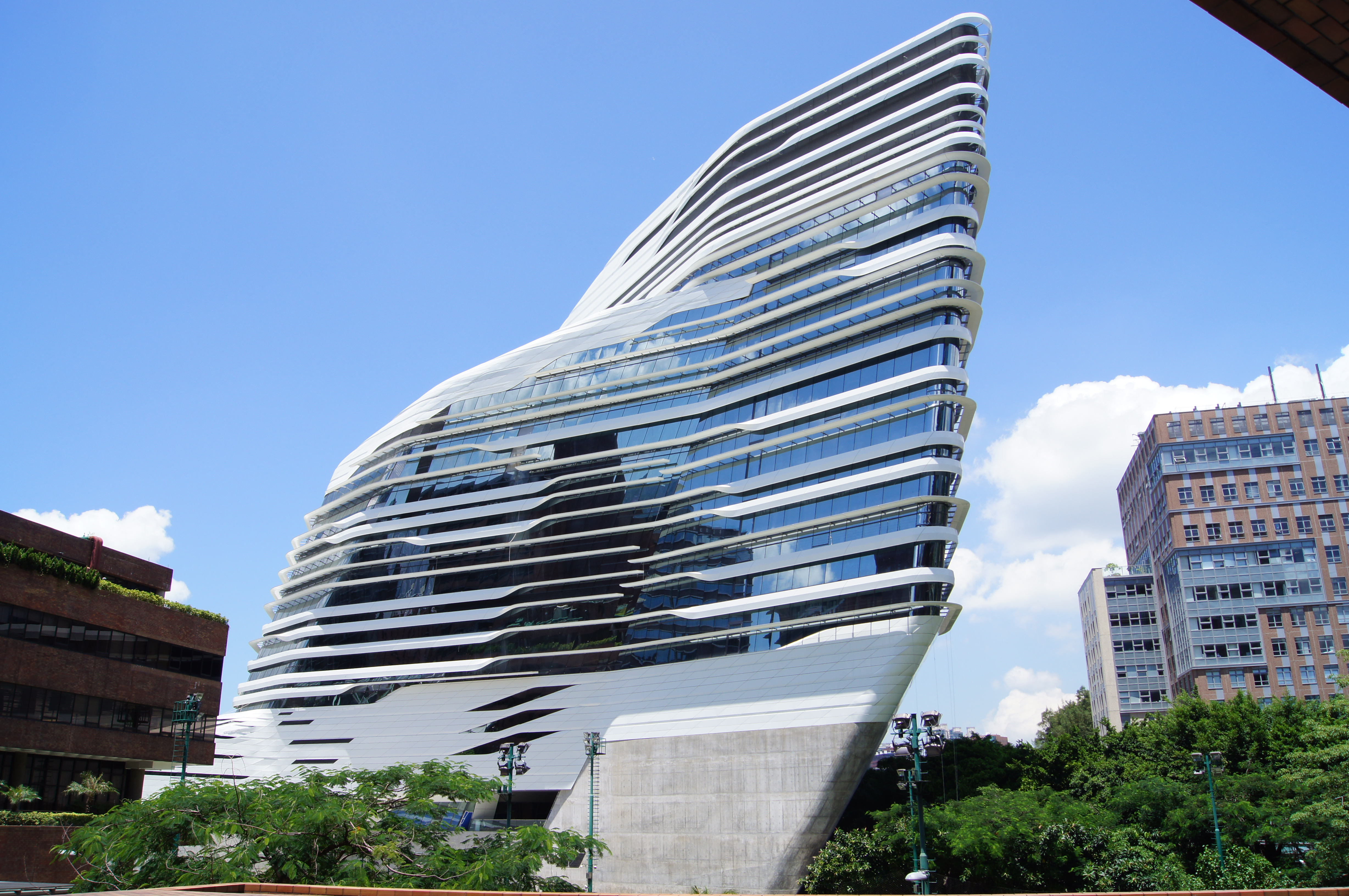
Гонконг. 2013 г.
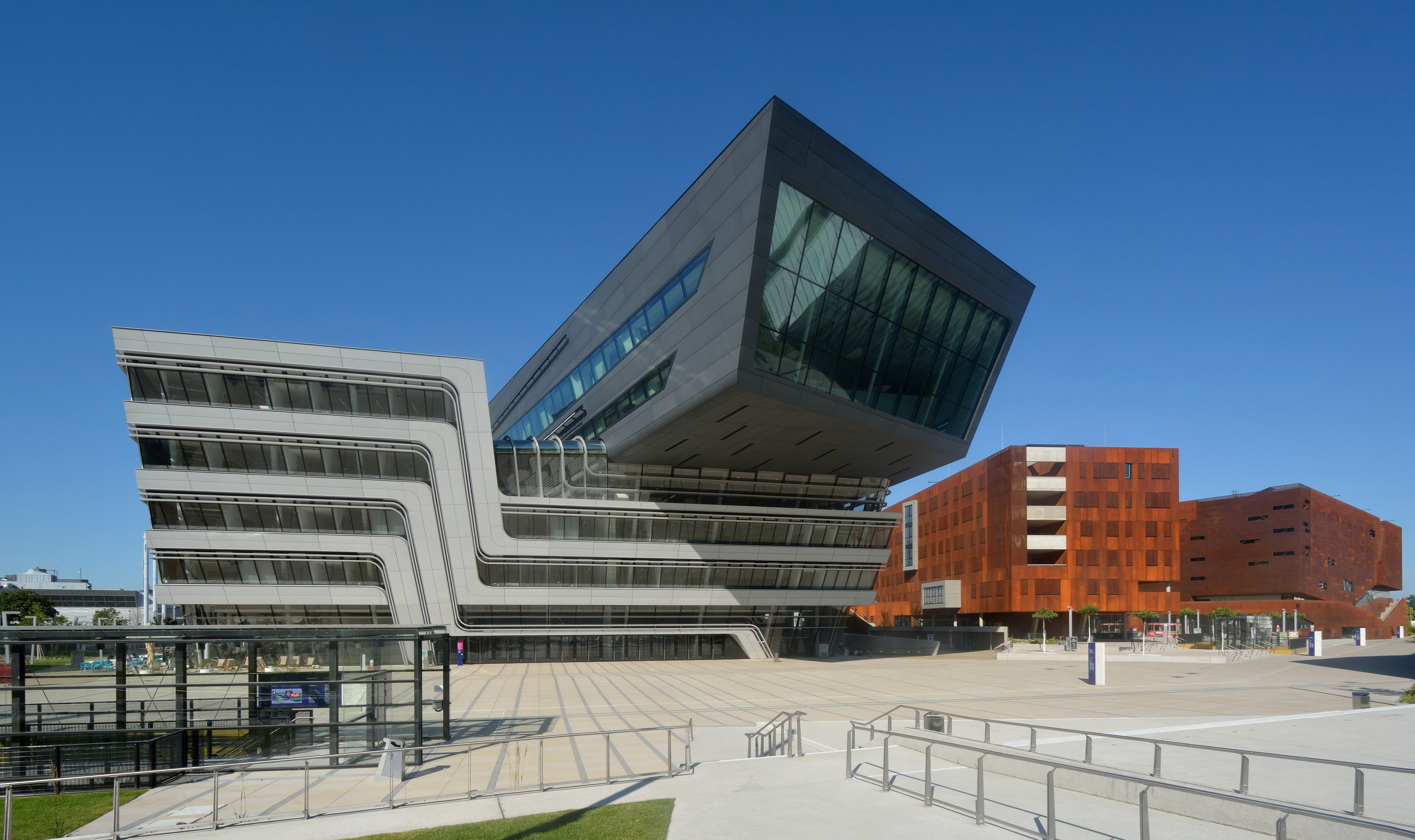
Кампус Университета  экономики и бизнеса в Вене. 2014 г.
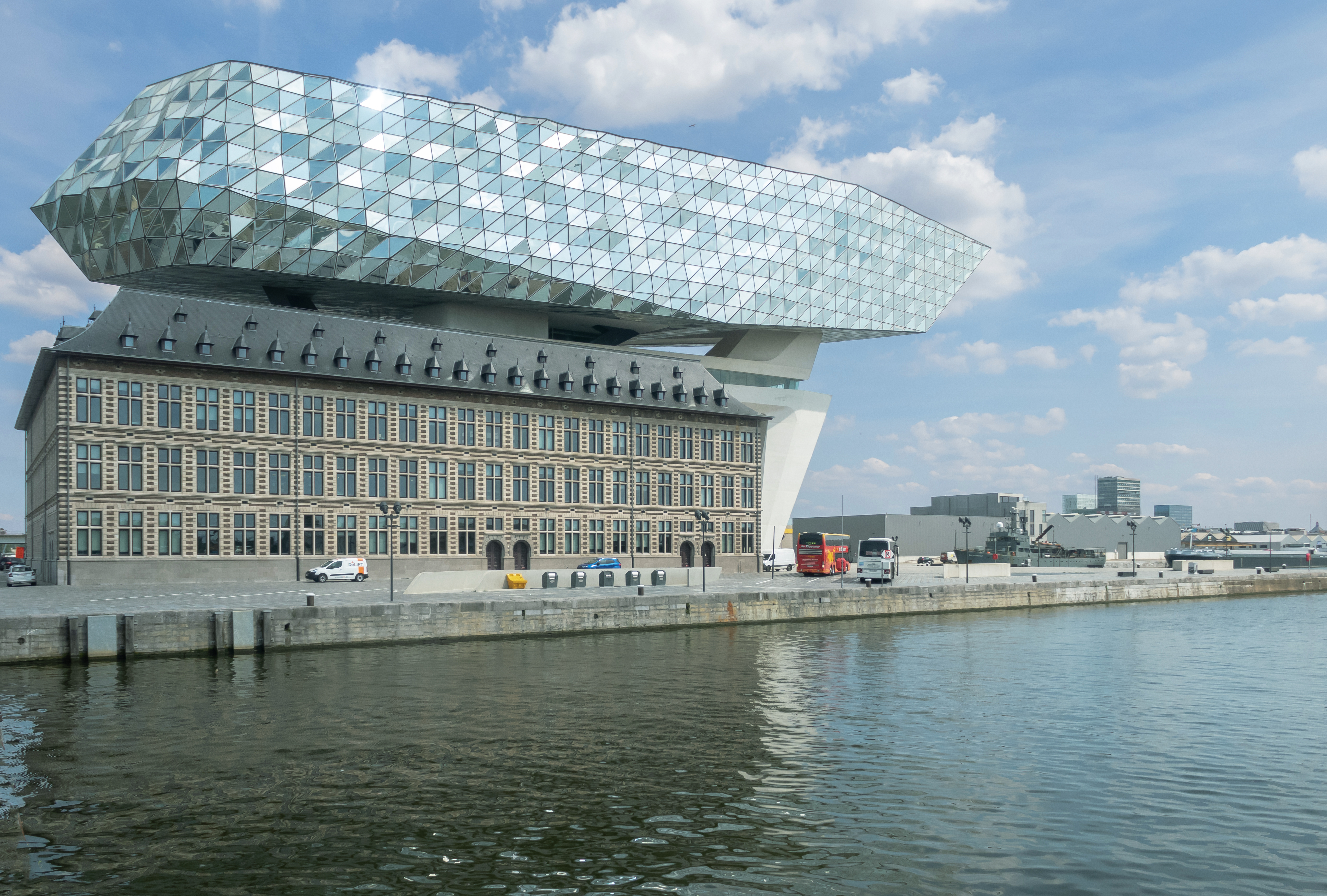
Здание порта в Антверпене. 2016 г.
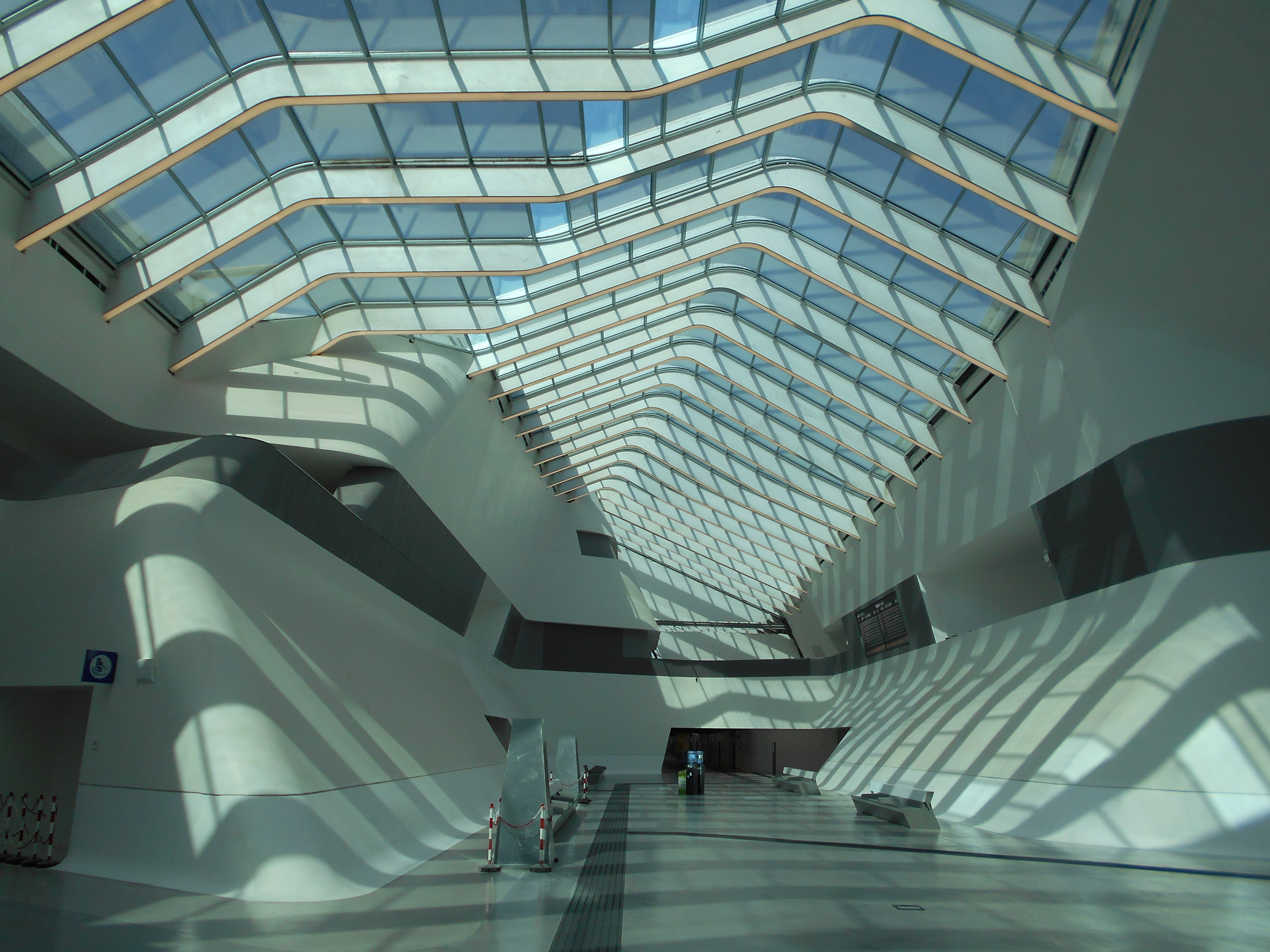
Станция скоростной железной дороги. Неаполь. 2017 г.
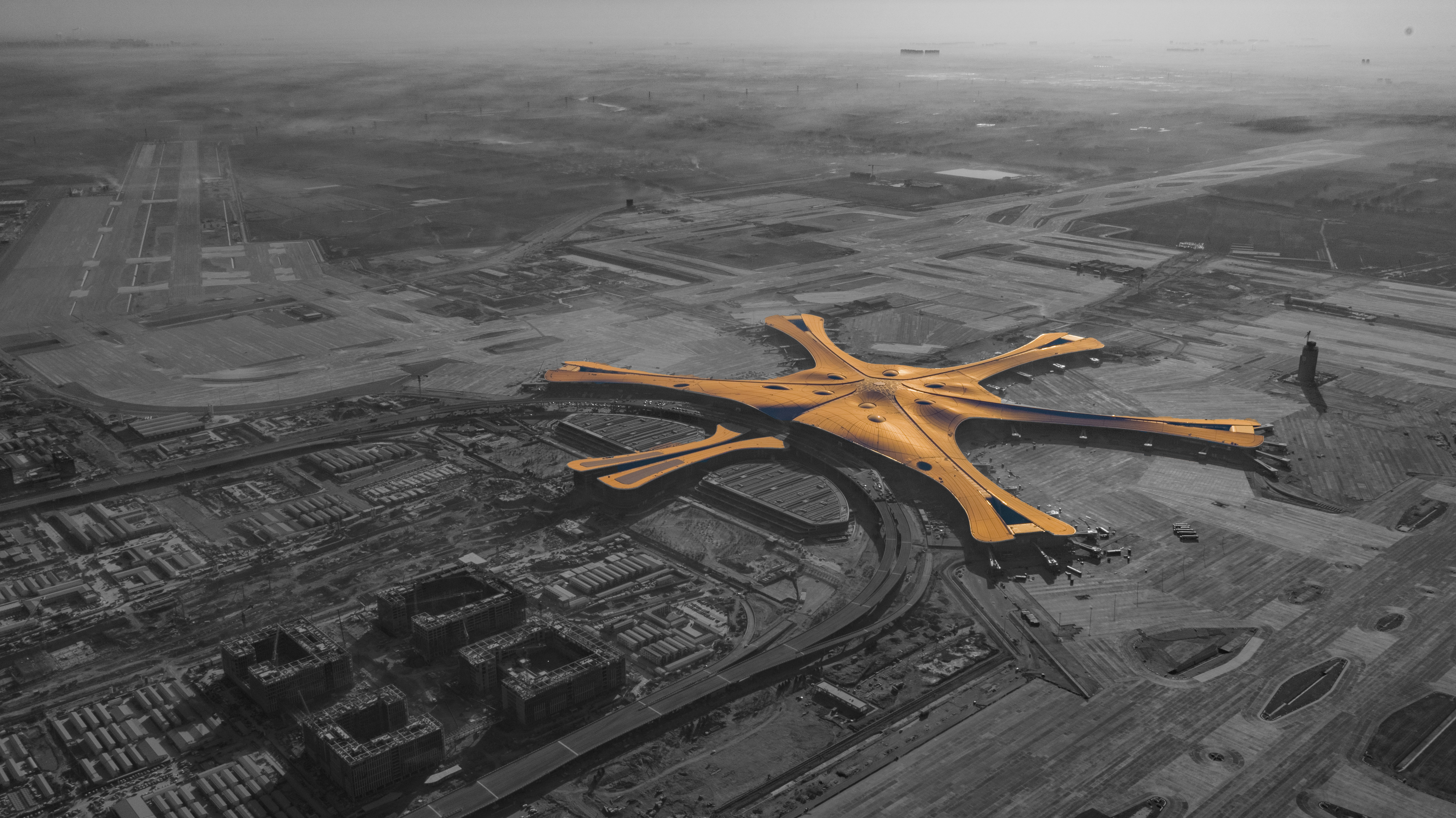
Международный аэропорт Пекин Дасин. 2019 г.

## Награды
- Медаль академика Микаила Усейнова (2013 год)[32].
- Почётный член Союза архитекторов Азербайджана (2013 год)[32].